# Ducato di Mantova
Il Ducato di Mantova fu uno Stato preunitario italiano. Prosecuzione del Marchesato di Mantova, esistette dal 1530 al 1708. Il 2 aprile 1707 gli imperiali presero possesso del ducato che quindi passò dai Gonzaga, che lo detenevano dalla sua costituzione, agli Asburgo d'Austria, titolari anche del Ducato di Milano con cui era in continuità territoriale. L'ultimo duca Ferdinando Carlo di Gonzaga-Nevers fu dichiarato decaduto dalla dieta di Ratisbona per fellonia il 30 giugno 1708 e il territorio unito a Milano sotto diretto controllo degli austriaci, formando la cosiddetta "Lombardia austriaca". Il ducato, pertanto, non era più indipendente, ma, a parte la parentesi napoleonica, rimase, fino al 1866, sotto dominazione austriaca: i sovrani asburgici si fregiavano, tra i numerosi titoli, anche della qualifica di duchi di Mantova.

## Storia

### Dominio dei Bonacolsi
Dopo la caduta dell'Impero romano d'Occidente, Mantova venne invasa da Bizantini, Longobardi e Franchi. Nell'XI secolo la città divenne possedimento di Bonifacio di Canossa, marchese di Toscana. L'ultimo regnante di questa famiglia fu Matilde di Canossa (morta nel 1115), che secondo la leggenda, ordinò la costruzione della preziosa rotonda di San Lorenzo (1082). Dopo la morte di Matilde, Mantova divenne un libero comune e si difese strenuamente dal XII secolo al XIII secolo contro l'imperatore germanico.
Durante la lotta per le investiture, Pinamonte Bonacolsi colse l'occasione per prendere il potere personalmente – come Capitano del Popolo – nel 1273. La sua famiglia governò Mantova per il secolo successivo, rendendola prospera e ricca di bellezze artistiche.

### Dominio dei Gonzaga

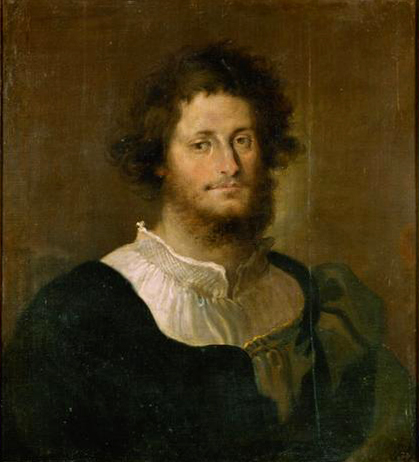
Federico II Gonzaga, primo duca
(Domenico Fetti)

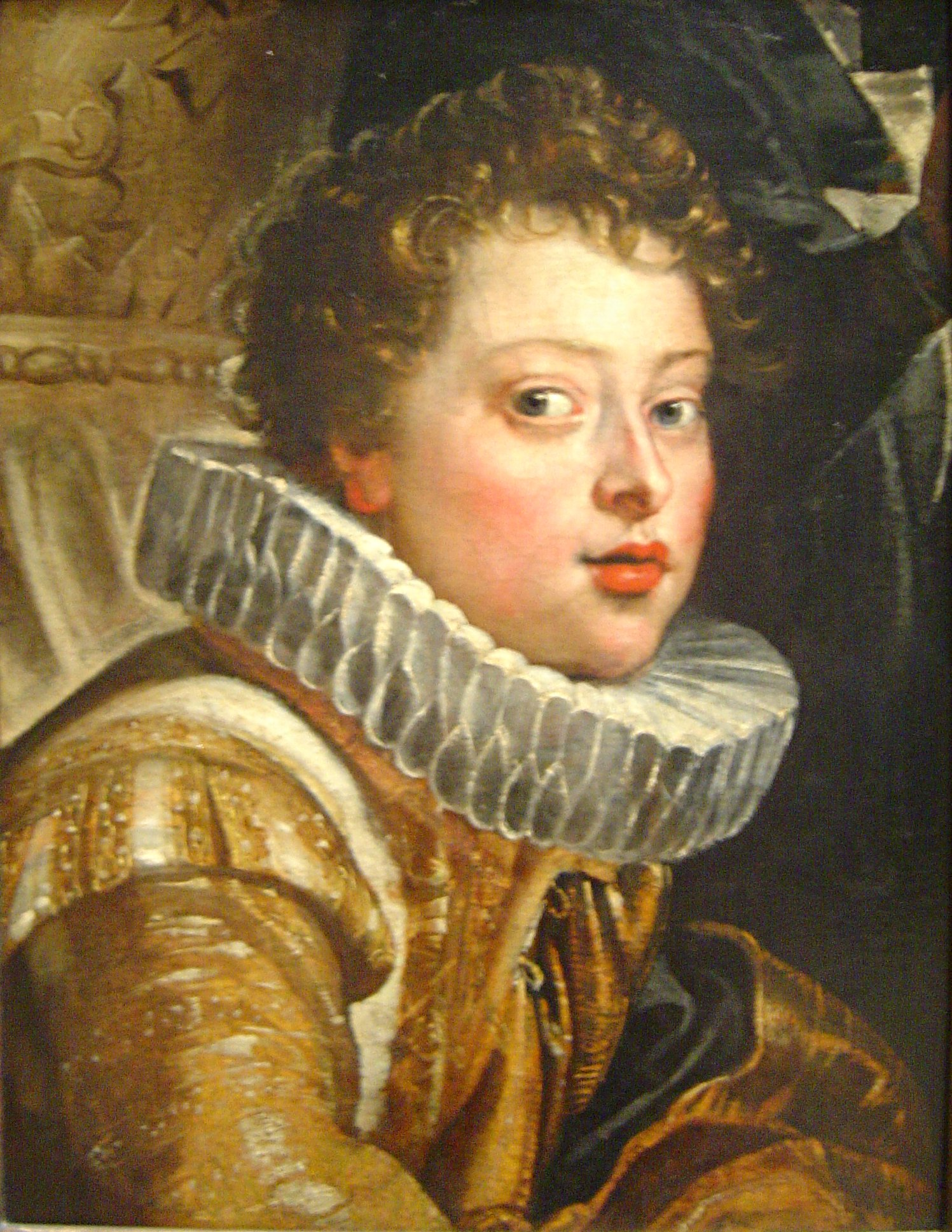
Vincenzo II Gonzaga
(Peter Paul Rubens)

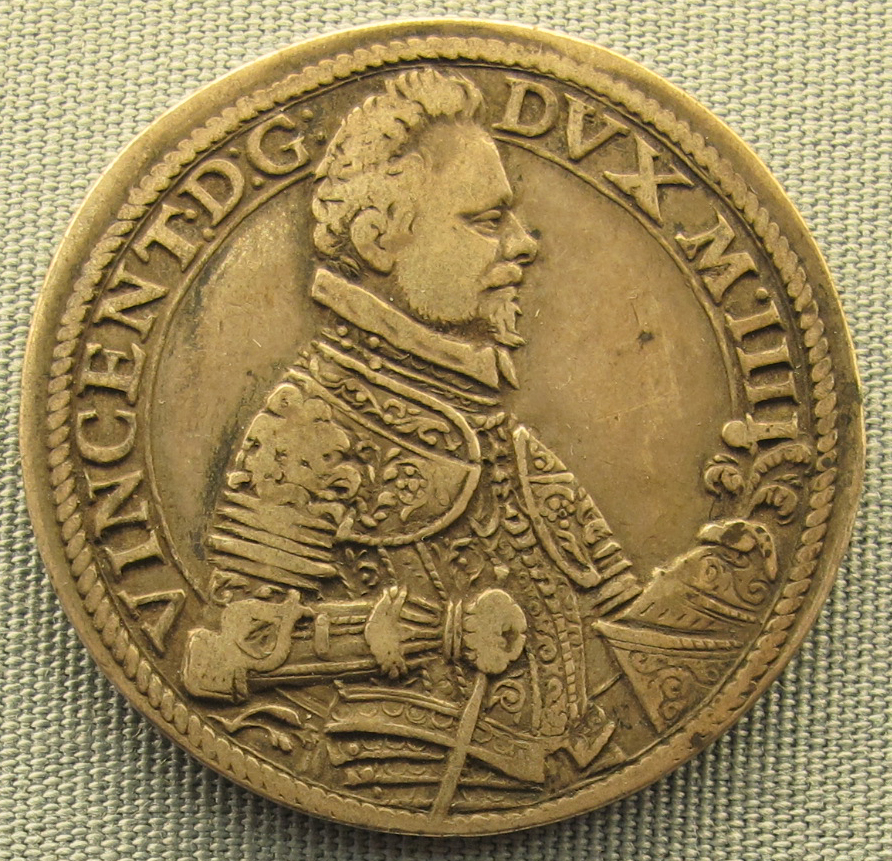
Ducatone di Vincenzo I (1595)

Il 16 agosto 1328, l'ultimo Bonacolsi, Rinaldo, venne esautorato dalla famiglia Gonzaga e precisamente dal sessantenne Ludovico I assieme ai figli Guido, Filippino e Feltrino. Luigi Gonzaga venne nominato podestà della città nel 1318 e venne eletto Capitano del Popolo. Il Gonzaga fece costruire nuove mura e cinque cancelli rinnovando l'architettura della città, ma la situazione politica di Mantova non si assestò sino al terzo signore della casata, Ludovico I, il quale riuscì a ottenere finalmente il potere per sé stesso eliminando i propri parenti. Attraverso il pagamento di 12 000 fiorini d'oro nel 1433, Gianfrancesco I Gonzaga venne nominato marchese di Mantova dall'imperatore Sigismondo di Lussemburgo, del quale aveva sposato la nipote Barbara di Brandeburgo. Nel 1459 papa Pio II convocò una dieta a Mantova per indire la crociata contro i turchi.
Il primo duca di Mantova fu Federico II Gonzaga, che ottenne il titolo da Carlo V d'Asburgo nel 1530. L'anno successivo, la famiglia acquisì il Marchesato del Monferrato per il matrimonio tra il suddetto e Margherita Paleologa. Federico commissionò a Giulio Romano di realizzare il Palazzo Te, luogo di delizie estivo alla periferia della città.
Nel 1624, Ferdinando Gonzaga preferì risiedere più assiduamente nella villa La Favorita, progettata dall'architetto Nicolò Sebregondi.
Nel 1627 la linea diretta della famiglia Gonzaga si indebolì con Vincenzo II e lo stesso ducato declinò lentamente sotto il suo dominio passando sempre più sotto l'influenza dei Gonzaga-Nevers, un ramo cadetto francese della stirpe, inaugurato da Ludovico, terzogenito di Federico II e sposo di Enrichetta di Nevers. La guerra di successione di Mantova e del Monferrato ebbe inizio nel 1630 e in quell'anno l'armata imperiale costituita da 36 000 lanzichenecchi assediò e saccheggiò Mantova, portando con sé la peste, con la quale morirono migliaia di persone; un trauma da cui la città non si rimise mai più.

### Fine del ducato
Ferdinando Carlo di Gonzaga-Nevers, governante non dotato di grandi capacità amministrative e interessato unicamente alle rappresentazioni teatrali e alla vita di corte, si alleò con la Francia nella guerra di successione spagnola. Dopo l'ultima sconfitta, egli venne condannato per fellonia, dichiarato deposto dall'imperatore Giuseppe I d'Asburgo, e costretto a trovare rifugio a Venezia, portando con sé molte opere d'arte che già i suoi avi avevano venduto a Carlo I d'Inghilterra, spogliando il palazzo ducale.
Alla sua morte, avvenuta nel 1708, la sua famiglia perse Mantova in favore degli Asburgo d'Austria. I territori del Monferrato vennero ceduti al Ducato di Savoia e l'imperatore ricompensò il duca Leopoldo di Lorena, erede in linea femminile dei Gonzaga, cedendogli il Ducato di Teschen.
Il ducato, nonostante l'accentuata tendenza accentratrice degli Asburgo, mantenne una limitata autonomia soprattutto amministrativa in seno al Ducato di Milano, conservando proprie magistrature fino all'età napoleonica.
Il territorio mantovano sotto l'Austria ebbe un proprio vicegovernatore luogotenente e un presidente. Era ripartito in otto preture di mero e misto imperio (Viadana, Ostiglia, Revere, Gazzuolo, Canneto, Sermide, Redondesco, Castel Goffredo), undici preture a giurisdizione limitata (Quistello, Goito, Volta, Suzzara, Governolo, Castellucchio, Gonzaga, Duecastelli, Borgoforte, Guidizzolo, Castiglione Mantovano) e le exclavi signorili dei principati di Sabbioneta, Bozzolo e Castiglione delle Stiviere (fino al 1773), Vescovato, i marchesati di Castel d'Ario e Gazoldo, la signoria di San Martino Gusnago e Corte di Soave (fino al 1765). Le linee cadette gonzaghesche, sovrane di principati minori, ebbero una durata maggiore..
Mantova venne per breve tempo unita al Ducato di Milano in virtù dell'editto di Giuseppe II d'Asburgo-Lorena dal 26 settembre 1786 al 24 gennaio 1791, quando l'imperatore Leopoldo II la restaurò al suo ruolo di amministrazione separata.
La città subì ancora l'assedio dell'armata di Napoleone Bonaparte nel 1796 e cadde nelle mani dei francesi l'anno successivo. Con il trattato di Campoformio, venne annessa alla Repubblica Cisalpina divenendo parte del Dipartimento del Mincio e cessando per sempre di esistere come entità territoriale indipendente.

## Duchi di Mantova (1530-1708)
Il duca di Mantova aveva anche il rango di marchese del Monferrato (1536-1574), poi di duca del Monferrato (1574-1708).

### Gonzaga

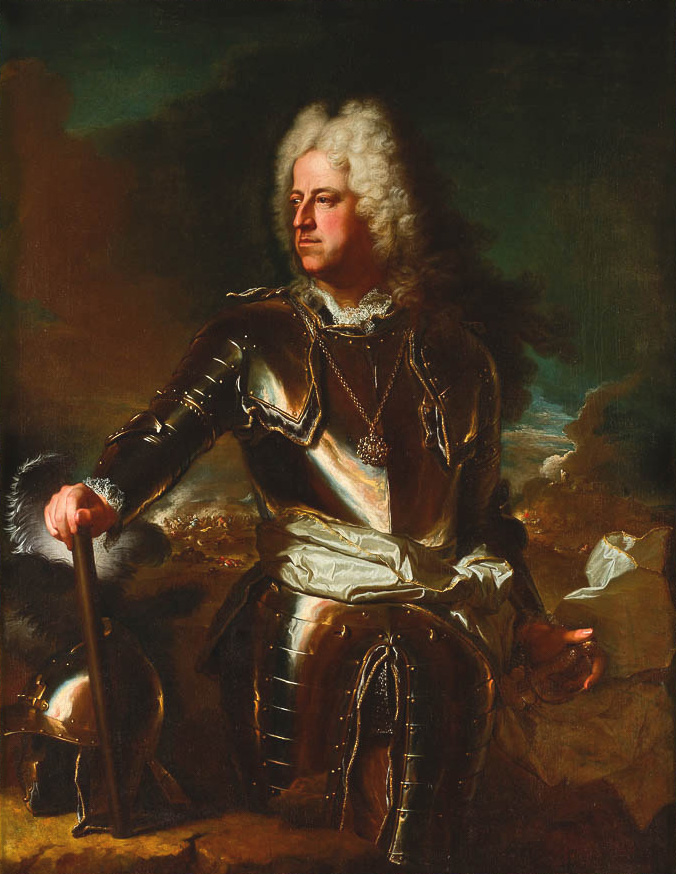
Ferdinando Carlo di Gonzaga-Nevers, ultimo duca di Mantova e del Monferrato

| 1530-1540 | Federico II Gonzaga sino al 1530 marchese di Mantova | (1500-1540) |
| 1540-1550 | Francesco III Gonzaga                                | (1533-1550) |
| 1550-1587 | Guglielmo Gonzaga                                    | (1538-1587) |
| 1587-1612 | Vincenzo I Gonzaga                                   | (1562-1612) |
| 1612      | Francesco IV Gonzaga                                 | (1586-1612) |
| 1612-1626 | Ferdinando Gonzaga                                   | (1587-1626) |
| 1623-1629 | Vincenzo II Gonzaga                                  | (1594-1627) |

### Gonzaga-Nevers
| 1627-1637 | Carlo I Gonzaga-Nevers          | (1580-1637) |
| 1637-1665 | Carlo II Gonzaga-Nevers         | (1629-1665) |
| 1665-1708 | Ferdinando Carlo Gonzaga-Nevers | (1652-1708) |

1708: governatorato di nomina asburgica
1745: unione con il Ducato di Milano

## Ordini equestri
- Ordine della Concezione (1623 - 1627)
- Ordine della Milizia Cristiana (1619 - 1637)
- Ordine del Cordone Giallo (1580 - 1649)
- Ordine del Redentore (1608 - 1708)